# Module indécomposable
En algèbre abstraite, un module est indécomposable s'il est non nul et ne peut pas être écrit comme une somme directe de deux sous-modules non nuls.
L'indécomposabilité des modules est une notion plus faible que leur simplicité (qui est aussi parfois appelée irréductibilité).
Une somme directe d'indécomposables est dite complètement décomposable, notion qui est donc plus faible que d'être semi-simple (somme directe de modules simples).

## Motivation
Dans de nombreuses situations, tous les modules auxquels on s'intéresse sont complètement décomposables ; les modules indécomposables peuvent alors être pensés comme les briques élémentaires à étudier. C'est le cas pour les modules sur un corps ou un anneau principal, et sous-tend la décomposition de Jordan.

## Exemples

### Corps
Les modules sur les corps sont les espaces vectoriels. Un espace vectoriel est indécomposable si et seulement si sa dimension est 1. Ainsi, tout espace vectoriel est complètement décomposable (en fait, semi-simple), avec une infinité de composantes si la dimension est infinie.

### Anneau principal
Les modules de type fini sur des anneaux principaux sont classés par le théorème de structure des modules de type fini sur un anneau principal : la décomposition primaire est une décomposition en modules indécomposables, donc tout module de type fini sur un anneau principal est complètement décomposable.
Explicitement, les modules de la forme {\displaystyle R/p^{n}} pour des idéaux premiers p (y compris p = 0, qui donne R) sont indécomposables. Tout R-module de type fini est une somme directe de ceux-ci. Notez qu'il est simple si et seulement si n = 1 (ou p = 0) ; par exemple, le groupe cyclique d'ordre 4, Z/4Z, est indécomposable mais non simple – il possède le sous-groupe 2Z/4Z d'ordre 2, mais ce dernier n'a pas de complément.
Sur l'anneau Z des entiers (qui est principal), les modules sont les groupes abéliens. Un groupe abélien de type fini est indécomposable si et seulement s'il est isomorphe à Z ou à un groupe cyclique d'ordre primaire. Tout groupe abélien de type fini est donc une somme directe d'un nombre fini de groupes abéliens indécomposables.
Il existe aussi des groupes abéliens indécomposables, comme le groupe (Q, +) des rationnels et les p-groupes de Prüfer Z(p∞) pour tout nombre premier p.
Pour n positif, considérons l'anneau R de matrices réelles n×n. Alors Kn est un R-module gauche (la multiplication scalaire est la multiplication matricielle). C'est à isomorphisme près le seul module indécomposable sur R. Tout R-module de gauche est une somme directe de (un nombre fini ou infini) de copies de ce module Kn.

## Faits
Tout module simple est indécomposable. La réciproque est fausse en général, comme le montre le deuxième exemple ci-dessus.
En regardant l'anneau des endomorphismes d'un module, on a l'équivalence : le module est indécomposable si et seulement si l'anneau d'endomorphisme ne contient pas d'élément idempotent différent de 0 et 1. (Si f est un tel endomorphisme idempotent de M, alors M est la somme directe de ker(f) et im(f).)
Un module de longueur finie est indécomposable si et seulement si son anneau d'endomorphismes est local. Le lemme de Fitting fournit des enseignements plus précis.
Dans la situation de longueur finie, la décomposition en indécomposables est particulièrement utile, grâce au théorème de Krull-Schmidt : tout module de longueur finie peut être écrit comme une somme directe d'un nombre fini de modules indécomposables, et cette décomposition est essentiellement unique.